# Feijoada poveira
A feijoada poveira, ou simplesmente feijoada, é um prato da Póvoa de Varzim em Portugal, feita da mistura de feijões brancos, vários tipos de carne de porco e de vaca acompanhada por arroz branco. 

## Ingredientes
A feijoada poveira, para além do ingrediente principal, o feijão branco ou manteiga, inclui dobrada, chispe, toucinho, chouriço de colorau, chouriço de vinho, mão de porco ou de vitela. São adicionados pedaços de cenoura e de tomate. Para intensificar o gosto, são adicionados cominhos, pimenta, loureiro, salsa e azeite.